# Amilcar CC
L'Amilcar CC est une voiture de sport fabriquée par le constructeur automobile français Amilcar de 1921 à 1925.
Elle était propulsée par un moteur à quatre cylindres en ligne de 903 cm3, disposant d'un arbre à cames latéral et développant 17 chevaux.

## Galerie

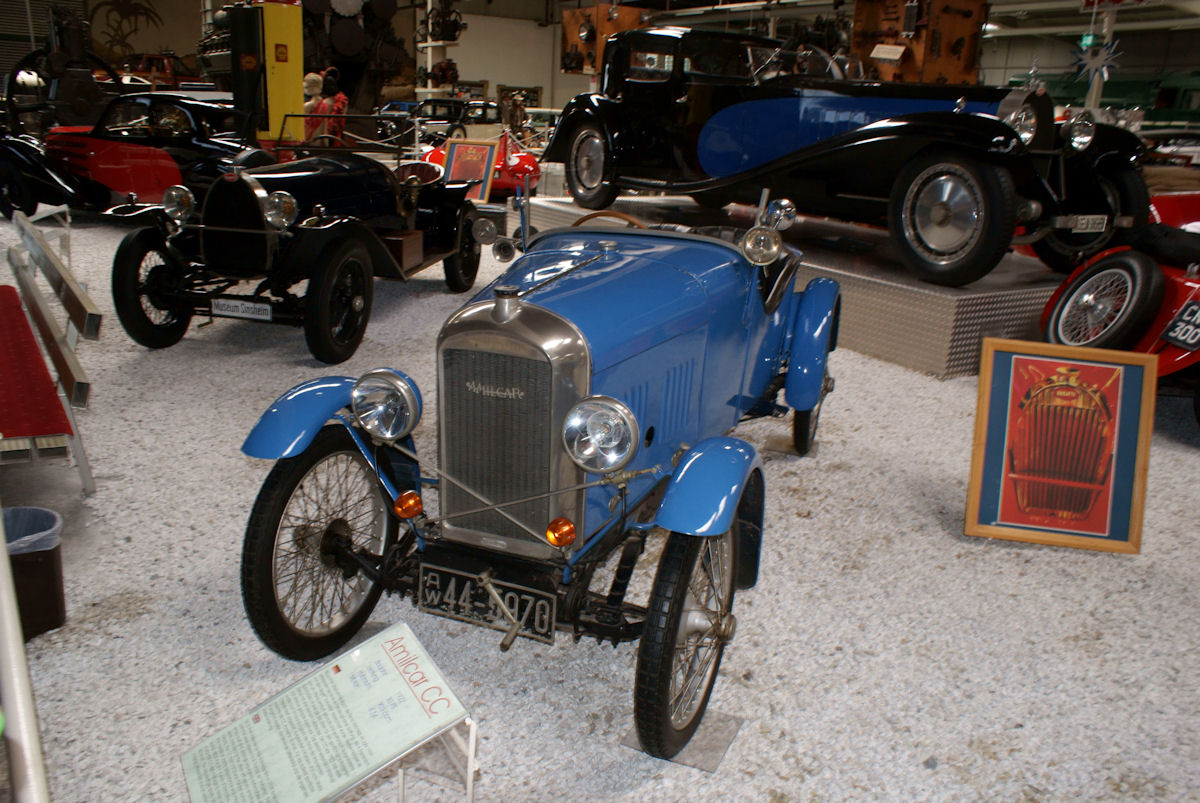
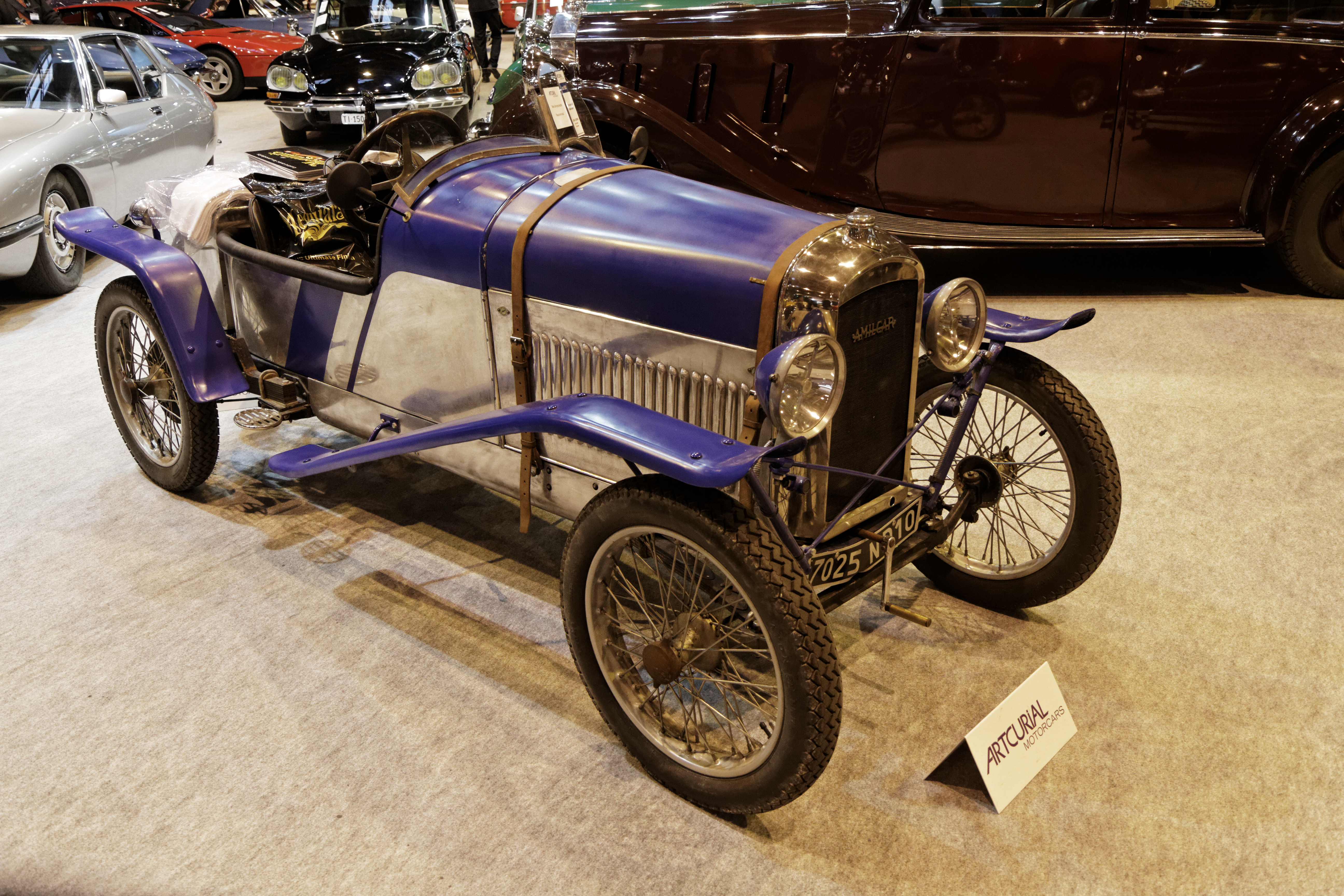